# Charles Vidor
Charles Vidor (rodným jménem Károly Vidor; 27. července 1900 Budapešť - 4. června 1959 Vídeň) byl maďarský filmový režisér židovského původu, který se prosadil v Hollywoodu. Svou nejslavnější éru prožil ve 40. a 50. letech 20. století, kdy podepsal smlouvu s Columbia Revords a uvedl na plátna kin snímky symbolizující klasický Hollywood jako Desperáti (1943), Dívka z titulní strany (1944), Gilda (1946), Rhapsody (1954), Miluj mě nebo mě opusť (1955), The Swan (1956) či Sbohem, armádo (1957). Velké příležitosti v nich dostávaly hvězdy té doby jako Rita Hayworthová, Elizabeth Taylorová, Doris Dayová, James Cagney nebo Gene Kelly. Jeho oblíbeným žánrem byl i životopisný film, snímek A Song to Remember (1945) popisuje život Fryderyka Chopina, slavnému dánského pohádkáři je pak věnován film Hans Christian Andersen (1952). V začátcích své kariéry v Maďarsku spolupracoval s Alexanderem Kordou, který se později prosadil v Británii. Vidor odešel do Spojených států v roce 1922. Zemřel během natáčení životopisného filmu o krajanovi Ferenci Lisztovi s příznačným názvem Song Without End (dokončil ho George Cukor).